# Varga, Mađarska
Varga je selo u središnjoj južnoj Mađarskoj.
Zauzima površinu od 8,36 km četvornih.

## Zemljopisni položaj
Nalazi se na 46° 14' sjeverne zemljopisne širine i 18° 9' istočne zemljopisne dužine, sjeverozapadno od gorja Mečeka, na sjeverozapadu Baranjske županije, 4 km jugoistočno od županijske granice s Tolnanskom županijom. Felsőegerszeg je 100 m sjeveroistočno, kotarsko sjedište Šaš je 2 km zapadno, Vázsnok je 1,5 km sjeverozapadno, Tarrós je 2,5 km sjeverno, Tikeš je 3,5 km sjeveroistočno, Kisvaszar je 5,5 km sjeveroistočno, Liget je 3,5 km jugoistočno, Raslovo je 2 km, a Đabir je 5 km jugozapadno, dok je Magyarhertelend je 5,5 km južno.

## Upravna organizacija
Upravno pripada Šaškoj mikroregiji u Baranjskoj županiji. Poštanski broj je 7370. 

## Promet
Nalazi se 2,5 km istočno od željezničke prometnice Šaš-Komlov i Šaš-Selurinac i 1,5 km istočno od državne cestovne prometnice br. 66.

## Kultura
U selu je spomen kuća mađarskog pisca Sándora Sásdija (1898. – 1992.).

## Stanovništvo
Varga ima 138 stanovnika (2001.). Stanovnici su Mađari. Romi, koji u selu imaju manjinsku samoupravu, čine preko četvrtine stanovnika. 4/5 stanovnika su rimokatolici.

## Vanjske poveznice
- Plan  Arhivirana inačica izvorne stranice od 16. svibnja 2011. (Wayback Machine)
- Varga na fallingrain.com